# Jo Stafford
Jo Elizabeth Stafford (znana jako GI Jo, ur. 12 listopada 1917 w Coalinga (Kalifornia), zm. 16 lipca 2008 w Los Angeles) – amerykańska piosenkarka. 
Była bardzo popularna w okresie II wojny światowej oraz w latach 50. oraz 60. XX wieku.
Wylansowała przeboje: I'll Walk Alone, I'll Be Seeing You, You Belong to Me, Jambalaya i inne.
Była też laureatką nagrody Grammy w 1961 roku.